# Загробле (Білгорайський повіт)
Загробле (пол. Zagroble) — село в Польщі, у гміні Туробин Білгорайського повіту Люблінського воєводства.
Населення — 133 особи (2011).
У 1975-1998 роках село належало до Замойського воєводства.

## Демографія
Демографічна структура станом на 31 березня 2011 року:
|          | Загалом | Допрацездатний вік | Працездатний вік | Постпрацездатний вік |
| -------- | ------- | ------------------ | ---------------- | -------------------- |
| Чоловіки | 65      | 10                 | 42               | 13                   |
| Жінки    | 68      | 8                  | 35               | 25                   |
| Разом    | 133     | 18                 | 77               | 38                   |